# Герб Осинского района
Герб Осинского района — официальный символ Осинского района Пермского края Российской Федерации.
Ныне действующий герб Осинского района утверждён решением Земского Собрания Осинского муниципального района от 25 марта 2010 года № 657 «Об утверждении положений о гербе и о флаге Осинского муниципального района» и внесён в Государственный геральдический регистр Российской Федерации с присвоением регистрационного № 5891.

## Описание герба
В лазоревом поле на черной земле золотая липа, окруженная многочисленными летящими к ней осами естественного (золото с черным) цвета.

## Символика
- золотая липа (основная фигура герба) — символизирует достаток и благополучие, мир и добрую волю, верность традициям предков;
- Осы указывают на название района.
- чёрный цвет земли — символ плодородия, труда землепашцев, нефтяной промышленности района.
- лазоревый цвет символизирует надежду, возрождение, водные богатства района, чистоту его рек и воздуха;
- золото — символ высшей ценности, богатства, величия, постоянства, силы и великодушия.

## История

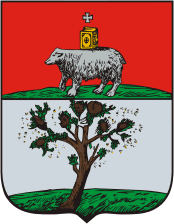
Герб Осы 1783 года.

Решением Земского Собрания Осинского муниципального района от 29 июня 2006 года № 80 «Об утверждении Положения о гербе Осинского муниципального района» был утверждён герб, который фактически являлся историческим гербом Осы 1783 года.
Описание герба: «Формой герба является традиционный щит, разделенный на две части по горизонтали и объединяющий герб Пермской области с гербовой эмблемой Осинского муниципального района. В верхней половине на червленом (красном) фоне помещено изображение серебряного медведя, идущего вправо, на его спине Евангелие в золотом окладе с изображением восьмиконечного креста. Евангелие увенчано серебряным уширенным, вогнутым на концах крестом. В нижней половине, на серебряном фоне, помещено изображение стоящего дерева липы с летающими вокруг него пчелами в естественных цветах».